# Аркушенко, Владимир Прокофьевич
Владимир Прокофьевич Аркушенко (укр. Володи́мир Проко́пович Арку́шенко; 16 мая 1925, Первомайск — 7 мая 1977, Львов) — украинский советский актёр театра и кино. Народный артист Украинской ССР (1969).

## Биография
Выпускник Киевского государственного института театрального искусства им. Карпенко-Карого (1950).
С 1950 до конца жизни в 1977 году — актёр Львовского украинского драматического театра имени М. Заньковецкой (ныне Национальный академический украинский драматический театр им. Марии Заньковецкой).
Снимался в кино на Киевской студии художественных фильмов (сейчас Киностудия им. А. Довженко).
Жена — Любовь Каганова (1927—2011), заслуженная артистка Украины.
Похоронен на Лычаковском кладбище во Львове.

## Избранные роли в театре
- Шут в пьесе «Король Лир» Шекспира
- Некований в пьесе «Пора жовтого листя» Николая Зарудного
- Стецько в пьесе «Сватанье на Гончаривци» Григория Квитки-Основьяненко
- Терешко Сурма («Суета» И. Карпенко-Карого)
- Неплюй («Невольник» М. Кропивницкого
- Пипцьо («Лодка качается» Гадана)
- Кирилл Сергеевич («Память сердца» А. Корнейчука) и др.

## Фильмография
- 1957 — Конец Чирвы-Козыря — Петр Малоштан, бедный селянин
- 1959 — Иванна — Николай Андреевич Зубар, старший лейтенант НКВД
- 1972 — Всадники — полицай